# Kawęczyn (Konstancin-Jeziorna)
Pour les articles homonymes, voir Kawęczyn.
Kawęczyn (prononciation : [kaˈvɛnt͡ʂɨn]) est un village polonais de la gmina de Konstancin-Jeziorna dans le powiat de Piaseczno de la voïvodie de Mazovie dans le centre-est de la Pologne.

## Histoire
De 1975 à 1998, le village appartenait administrativement à la voïvodie de Varsovie.